# Kabanos

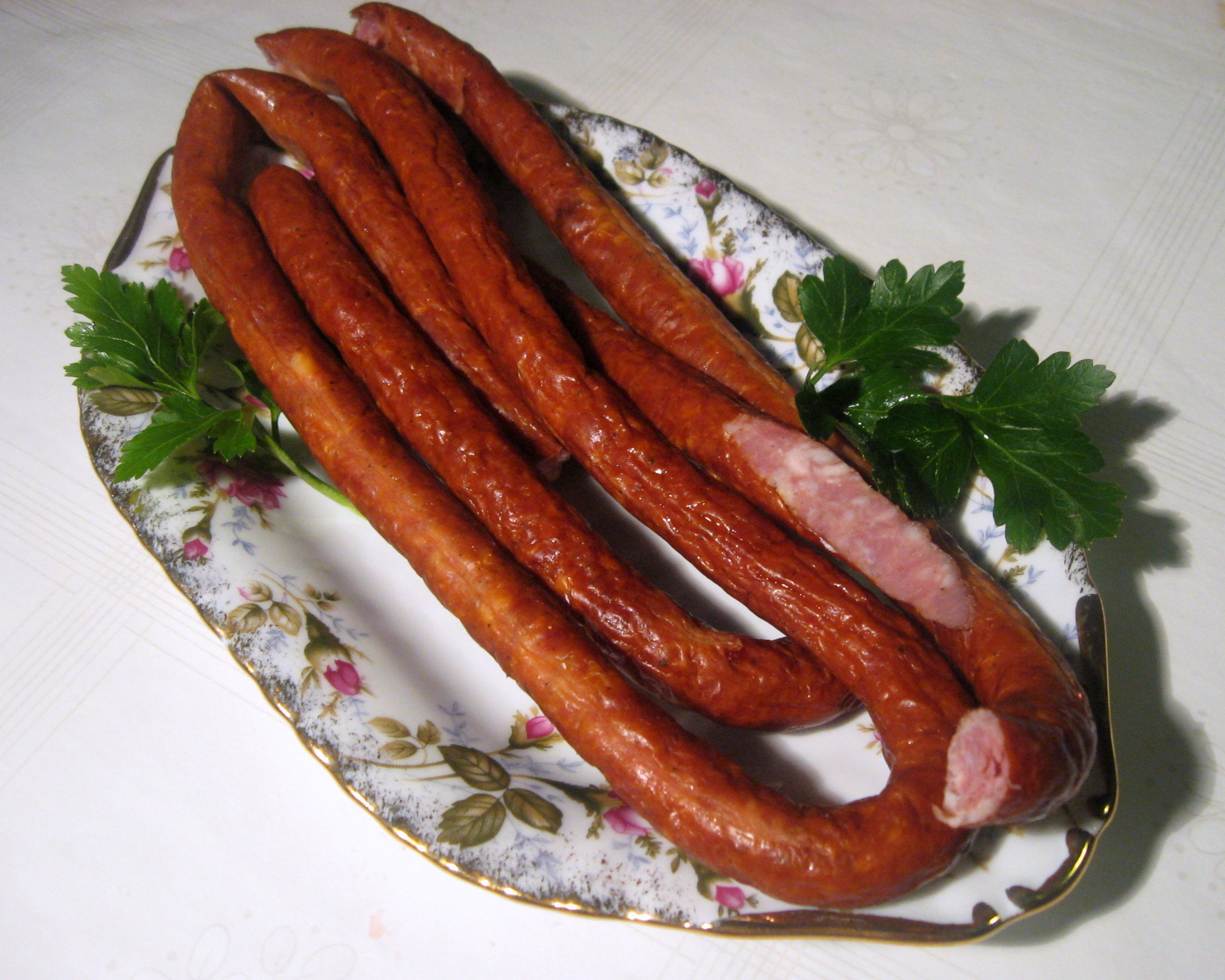
Poolse kabanosworsten

Kabanos (meervoud: kabanosy) is een traditionele Poolse worst, bekend om zijn unieke smaak en geur.
De kersenrode worst is zeer dun en lang, gedroogd en gerookt, pikant van smaak. Het vel bestaat uit schapendarm en is gelijkmatig gerimpeld. In de plakjes zijn donkerrode stukjes vlees en lichte stukjes vet zichtbaar. De worst wordt gemaakt van gepekeld varkensvlees met een toevoeging van specerijen, onder andere peper, komijn en nootmuskaat. Hij moet knakken als je hem doormidden breekt. Dankzij het drogen en roken gedurende het productieproces is de worst langer houdbaar.
De worst werd al in de jaren twintig en dertig van de twintigste eeuw in Polen gegeten. Hij werd toen verkocht onder de naam kabanos en geproduceerd in kleine slagerijen, maar vertoonde regionale verschillen in smaak (door het gebruikte mengsel van specerijen) en de kwaliteit van het vlees.
Op 20 oktober 2011 werd de worst door de EU erkend als Poolse traditionele specialiteit en sindsdien mag hij het logo GTS/STG dragen. Alleen worst geproduceerd in Polen en volgens een traditioneel recept gedeponeerd bij de EU mag het logo dragen. Worst met de naam kabanos die weliswaar in Polen is gemaakt maar niet volgens het traditionele recept, alsook worst geproduceerd in andere Europese landen (bijvoorbeeld Duitsland en Oostenrijk), mag dit logo niet op de verpakking hebben. Het logo staat garant voor de hoge kwaliteit, unieke smaak en traditionele receptuur (wat betreft de gebruikte ingrediënten en het bereidingsproces).
Er zijn op de markt ook worsten die kabanosy heten en er op lijken, maar die van kippenvlees zijn gemaakt. Traditionele, echte kabanosy zijn altijd gemaakt van varkensvlees, maar toch kunnen de worsten ook van rundvlees of paardenvlees gemaakt zijn.
De naam kabanos komt waarschijnlijk van het woord kaban, dat in het dialect in het gebied rondom de stad Białystok 'varken' betekent. In de 19e eeuw werd aan de Pools-Litouwse grens het woord kaban gebruikt ter aanduiding van een jong, mannelijk varken dat hoofdzakelijk met aardappels was vetgemest.